# From Nothin' to Somethin'
Albums de Fabolous
Real Talk
(2004) Loso's Way
(2009)
Singles
1. Diamonds
Sortie : 3 avril 2007
2. Return of the Hustle
Sortie : Mai 2007
3. Make Me Better
Sortie : 9 juin 2007
4. Baby Don't Go
Sortie : 12 août 2007

From Nothin' to Somethin' est le quatrième album studio de Fabolous, sorti le 11 juin 2007 au Royaume-Uni et le 12 juin 2007 aux États-Unis.
L'album s'est classé 1er au Top R&B/Hip-Hop Albums et 2e au Billboard 200 et a été certifié disque d'or par la Recording Industry Association of America (RIAA) le 24 juillet 2007.

## Liste des titres
| No  | Titre | Contient un (des) sample(s) de | Durée |
| --- | --- | --- | ----- |
| 1.  | From Nothin' to Somethin' (Intro) (Produit par Reefa)                                                                  | | 2:54  |
| 2.  | Yep, I'm Back (Produit par Freebass)                                                                                   | | 4:27  |
| 3.  | Change Up (featuring Akon – Produit par Akon)                                                                          | | 4:26  |
| 4.  | Make Me Better (featuring Ne-Yo – Produit par Timbaland)                                                               | Al Sa'ban Aleh de Sherine | 4:13  |
| 5.  | Baby Don't Go (featuring T-Pain – Produit par Jermaine Dupri)                                                          | Let Me Get Some de Whodini featuring Nicole Jackson | 3:36  |
| 6.  | Return of the Hustle (featuring Swizz Beatz – Produit par Just Blaze)                                                  | C.R.E.A.M. du Wu-Tang Clan | 3:44  |
| 7.  | Gangsta Don't Play (featuring Junior Reid – Produit par Reefa)                                                         | | 4:23  |
| 8.  | Real Playa Like (featuring Lloyd – Produit par Polow da Don)                                                           | | 4:07  |
| 9.  | First Time (featuring Rihanna – Produit par Big Tank)                                                                  | | 3:53  |
| 10. | Diamonds (featuring Young Jeezy – Produit par Steve Morales et Raymond « Sarom » Diaz)                                 | Money Ain't a Thang de Jermaine Dupri featuring Jay-Z Do the Damn Thing de Fabolous featuring Young Jeezy                                                                  | 4:16  |
| 11. | Brooklyn (featuring Jay-Z et Uncle Murda – Produit par Versatile)                                                      | The Garden Freestyle de The Notorious B.I.G. et Big Daddy Kane featuring 2Pac, Big Scoob et Shyheim Made You Look de Nas My Downfall de The Notorious B.I.G. featuring DMC | 3:56  |
| 12. | I'm the Man (featuring Red Café – Produit par Reefa)                                                                   | | 3:28  |
| 13. | Joke's On You (featuring Pusha T – Produit par Don Cannon)                                                             | Born of a Gentle South de Bo Hansson | 4:31  |
| 14. | What Should I Do (featuring Lil' Mo – Produit par Amadeus)                                                             | | 4:41  |
| 15. | This Is Family (featuring Paul Cain, Freck Billionaire, Red Café, Joe Budden et Ransom – Produit par I.N.F.O. et Nova) | I Can't Believe You're Gone des Barrino Brothers | 6:53  |

| 16. | Supa (Produit par Kanye West et DJ Clue?)                    | 3:16 |
| 17. | I Shine You Shine (featuring Makeba – Produit par Versatile) | 4:03 |
| 18. | Chirp Back (featuring Bleu Davinci – Produit par Shamtrax)   | 4:12 |